# Соколув (Ґостинінський повіт)
Соколув (пол. Sokołów) — село в Польщі, у гміні Гостинін Ґостинінського повіту Мазовецького воєводства.
Населення — 335 осіб (2011).
У 1975-1998 роках село належало до Плоцького воєводства.

## Демографія
Демографічна структура станом на 31 березня 2011 року:
|          | Загалом | Допрацездатний вік | Працездатний вік | Постпрацездатний вік |
| -------- | ------- | ------------------ | ---------------- | -------------------- |
| Чоловіки | 161     | 28                 | 115              | 18                   |
| Жінки    | 174     | 24                 | 109              | 41                   |
| Разом    | 335     | 52                 | 224              | 59                   |